# Knut Kainz Rognerud

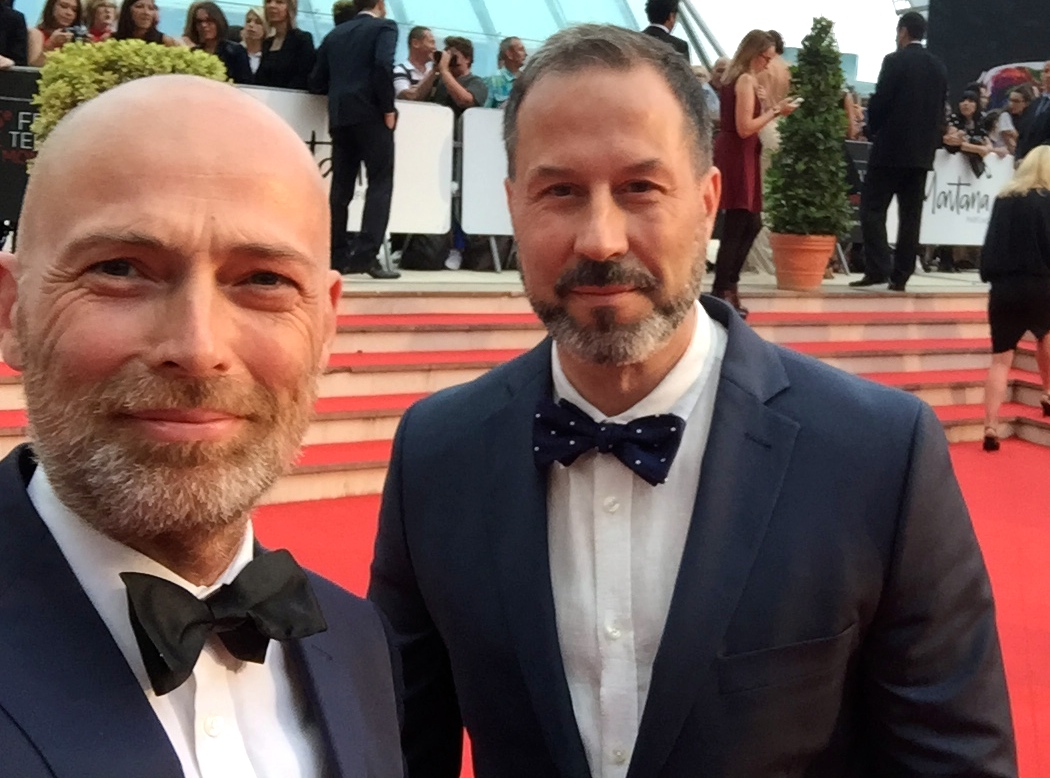
Knut Kainz Rognerud och fotograf Michael Jansson vid TV-festivalen i Monte Carlo 2016

Knut Kainz Rognerud, född 3 juni 1969 i Oslo, är en i Sverige verksam journalist och författare som sedan oktober 2010 arbetar som undersökande ekonomijournalist på Sveriges Televisions nyhetsredaktion i Stockholm. Han fick 2004 utmärkelsen Guldspaden.
Kainz Rognerud arbetade efter Journalisthögskolan i Göteborg under 1990-talet bland annat på Sveriges Radios Studio Ett och på Sveriges Radios grävredaktion. Han har även haft anställningar på TT, Dagens Industri och Dagens Medicin. Mellan 2001 och 2010 var han anställd på Dagens Nyheters ekonomireaktion. Han skrev 2007 en magisteruppsats vid Stockholms universitet om ekonomijournalistik.
Knut Kainz Rognerud har för SVT bland annat gjort program för Uppdrag Granskning och Dokument inifrån. Han har i en rad reportage och artiklar granskat företag och politiker, bland annat kartellbildningar bland läkemedelsbolag, miljardkostnaderna vid införandet av trängselavgiften i Stockholm (tillsammans med Juan Flores), Ica-butikernas fusk med matpriser, riskkapitalbolagens vinster inom vården och arbetarrörelsens fusk med lägenheter inom stiftelsen Anna Johansson-Visborg.

## Utmärkelser
För artikelserien om de två stiftelserna knutna till fackföreningskvinnan Anna Johansson-Visborg fick Kainz Rognerud Föreningens
Grävande Journalisters Guldspade 2004. Han nominerades även till Stora journalistpriset. Nominerad till Nymphes D'or (guldnymfen) i nyhetsklassen vid TV-festivalen i Monte Carlo 2016.